# Mamita Adela
Mamita Adela es el nombre con el que se conoce popularmente a una santa popular del departamento de Chuquisaca, en Bolivia. 

## Muerte
El 12 de noviembre de 1996 Adela Cárdenas Vásquez fue quemada, cercenada y enterrada por Vidal Cruz, su exmarido, en la comunidad Totacoa, en el municipio de Yotala. El hombre la golpeó con una piedra hasta matarla en su propio domicilio, como venganza porque Adela lo había denunciado en la Defensoría de la Mujer, dado que no estaba cumpliendo con los pagos por la manutención de los ocho hijos que habían tenido juntos.

## Devoción
Se desconoce en qué momento exacto comenzó la devoción a Adela, pero con los años comenzó a erigirse una apacheta y luego un altar en el lugar en que algunos de sus restos fueron enterrados, a 15 kilómetros de la ciudad de Sucre. 

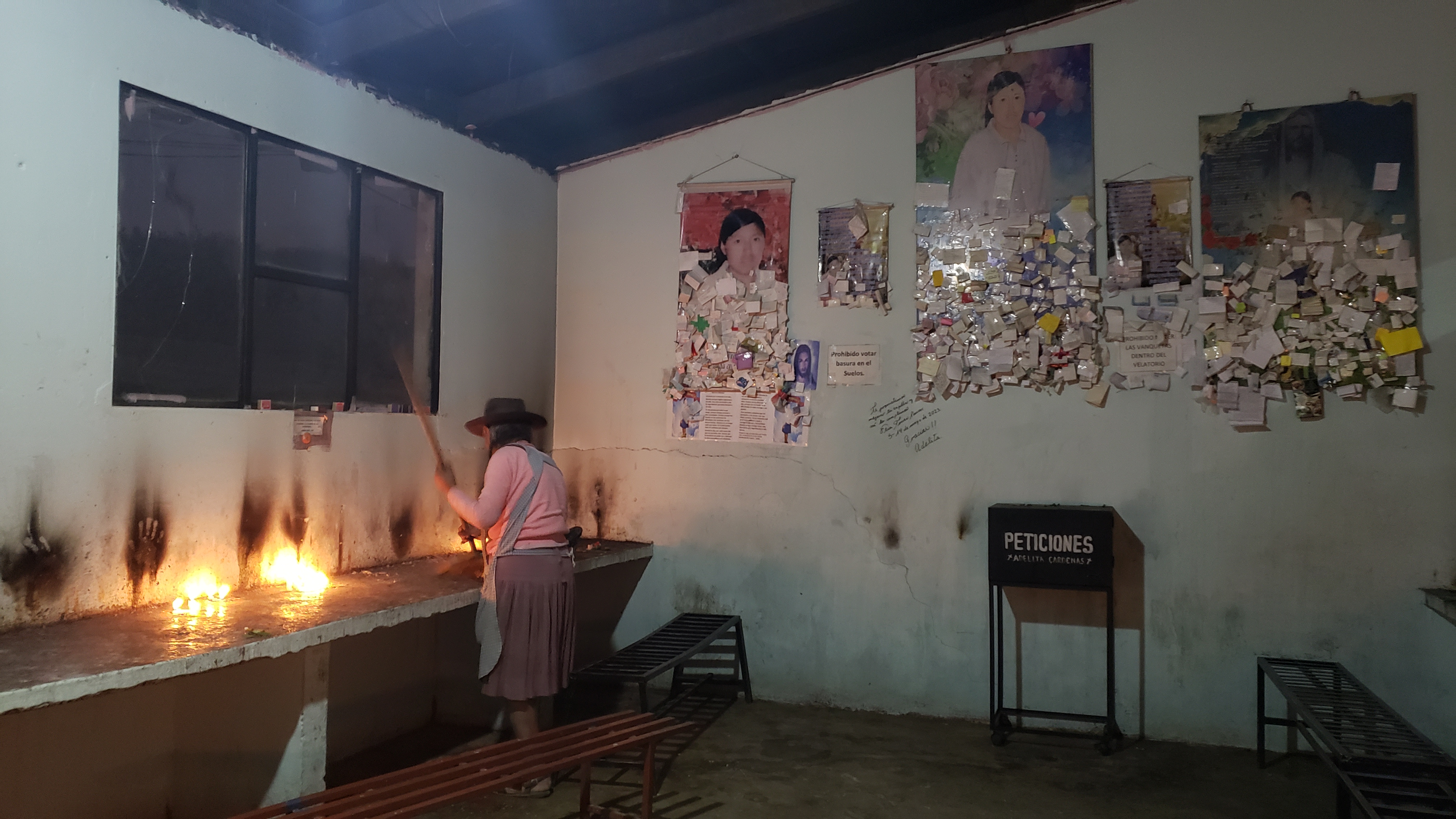
Sala para poner velas a Mamita Adela

En el altar la imagen de Adela está ubicada junto a una de la Virgen de Guadalupe. Los lunes son los días en que las personas llegan a rezarle, encenderle velas y hacerle peticiones; además, todos los lunes se lleva a cabo una misa en su honor. Asimismo, se la venera en su tumba, en el Cementerio General de Sucre, en donde feligreses también le dejan flores, le encienden velas y le piden favores. Se dice que entre sus principales devotos se cuentan transportistas y vendedores del mercado; los primeros porque el altar de Adela se encuentra en la carretera, los segundos porque Adela era vendedora de mercado.

## Homenajes
Además de la devoción que Mamita Adela despierta en muchos pobladores de Chuquisaca, la ONG Juana Azurduy bautizó a su observatorio encargado de monitorear el desempeño de instituciones que previenen y sancionan la violencia contra las mujeres y los feminicidios como "Adela Cárdenas". Asimismo, existe una obra de teatro titulada "Adelita" en honor de esta santa, la cual se pone en escena por el elenco del Teatro El Animal, de Sucre. 